# Doullens
Doullens település Franciaországban, Somme megyében. Lakosainak száma 5814 fő (2022. január 1.). Doullens Authieule, Amplier, Beauval, Bouquemaison, Gézaincourt, Grouches-Luchuel, Hem-Hardinval, Neuvillette, Occoches és Terramesnil községekkel határos.

## Népesség
A település népességének változása:
| Lakosok száma | 6497 | 6321 | 6641 | 6106 | 5998 | 5890 | 5870 | 5835 | 5814 |
|               | 2013 | 2015 | 2016 | 2017 | 2018 | 2019 | 2020 | 2021 | 2022 |